# Фінляндія

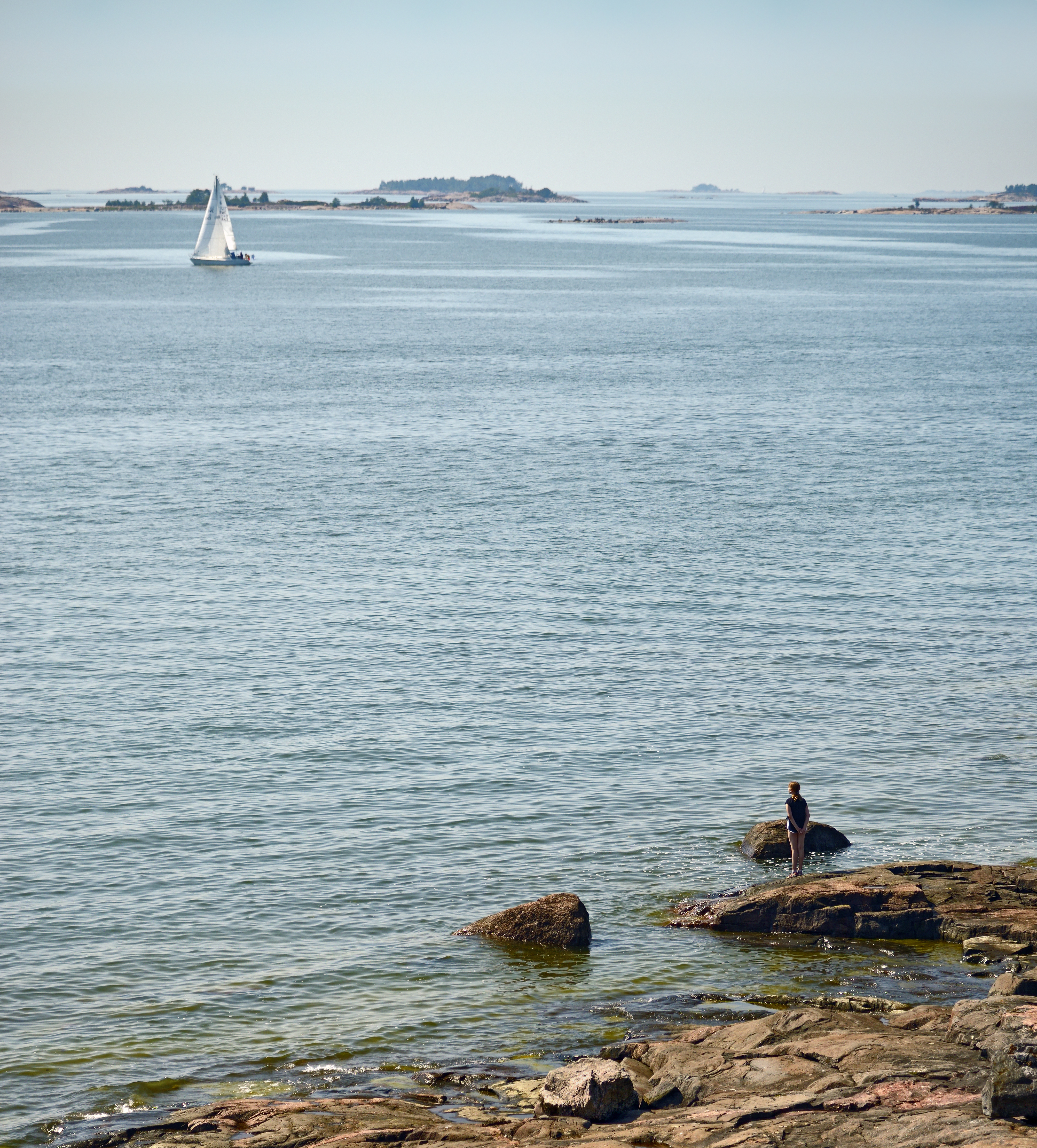
Погляд на Балтійське море із Суоменлінна

Фінля́ндія (фін. Suomi; швед. Finland [ˈfɪnland] ( прослухати)), офіційна назва — Фінля́ндська Респу́бліка (фін. Suomen tasavalta; швед. Republiken Finland) — нордична країна в Північній Європі. Межує зі Швецією на заході, Норвегією на північному заході й Росією на сході. На півдні й заході береги країни омивають води Балтійського моря і його заток — Фінської та Ботнічної. Столиця й найбільше місто — Гельсінкі. Іншими важливими містами є Еспоо, Вантаа, Тампере, Оулу й Турку (перша столиця країни).
Населення країни становить 5,53 млн осіб (станом на березень 2022), більшість із яких проживає в центральній і південній частинах країни. Фінляндія — восьма за площею країна Європи й найбільша малонаселена країна Європейського Союзу. Фінляндія є парламентською республікою з 311 муніципалітетами й автономним регіоном Аландські острови. Понад 1,4 млн осіб проживає в столичній зоні Великого Гельсінкі, який виробляє понад третину ВВП країни.
Населення розмовляє здебільшого фінською і шведською мовами. Шведська є другою офіційною мовою Фінляндії, якою здебільшого спілкуються в деяких прибережних районах заходу й півдня країни (приблизно 6 відсотків загального населення), а також на Аландських островах. Більшість фінів є членами Євангельсько-лютеранської церкви.
Фінляндія була заселена, коли закінчився останній льодовиковий період, близько 9000 р. до нашої ери. З початком культури ямково-гребінцевої кераміки 5200 року до н. е. з'явилося гончарство, а культура шнурової кераміки розвинулася між 3000 і 2500 роками до н. е. водночас із зародженням сільського господарства. Однак мисливство й риболовля завжди відігравали важливу роль, особливо в північних і прибережних регіонах. Бронзова й залізна доби характеризувалися частими контактами з іншими культурами у феноскандійському й балтійському регіонах. Від кінця XIII століття територія сучасної Фінляндії поступово стала частиною Швеції внаслідок Північних хрестових походів і через шведську колонізацію прибережної Фінляндії, спадщина якої — поширеність шведської мови і її офіційний статус.
1809 р. Фінляндію включено в склад Російської імперії як автономне Велике князівство Фінляндське. 1906 року Фінляндія стала першою європейською державою, що надала всім дорослим громадянам право голосу, і першою у світі, яка дала всім дорослим громадянам право балотуватися на державні посади. Після російської революції 1917 року Фінляндія проголосила незалежність.
1918 року новоутворена держава була розділена громадянською війною, причому більшовицька Червона гвардія, яку підтримувала РСФСР, вела боротьбу з Білою гвардією, яку підтримувала Німецька імперія. Після короткої спроби створення королівства країна стала республікою. Під час Другої світової війни Фінляндія оборонялася від нападів СРСР під час Зимової війни, Карельської кампанії та Лапландської війни, внаслідок чого змогла відвоювати в СРСР частину Карелії, Салли, Куусамо й Петсамо. В усіх цих війнах армією Фінської Республіки керував маршал Маннергейм.
1955 року Фінляндія вступила в ООН і прийняла офіційну політику нейтралітету. Фінсько-радянський договір 1948 року надав Радянському Союзу певні важелі у фінській внутрішній політиці під час Холодної війни. Фінляндія є членом Організації Економічного Співробітництва та Розвитку (від 1969 року), натівського Партнерства заради миру (від 1994 року), Північної Ради (від 1956 року), Європейського Союзу (від 1995 року), Шенгенської угоди (від 1996 року), Єврозони з самого моменту її заснування 1999 року, та НАТО (від 2023 року).
2010 року країна очолила список «Найкращих країн світу» (англ. The world's best countries) за версією журналу Newsweek. Фінляндія займає перше місце у світі за індексом людського капіталу станом на травень 2015 року. 2023 року Фінляндія вшосте стала найщасливішою країною світу.

## Назва
Фінською мовою країна називається не Фінляндією (це слово германського походження; у фінській мові звук /f/ не трапляється в питомо фінських словах), а Suomi. «Фіни» фінською — suomalaiset. Історію походження назв Suomi і Фінляндія достеменно не з'ясовано. Раніше була поширена версія, що Suomi означає «країна боліт». Згідно з деякими дослідженнями, це слово походить від прабалтійського *zemē, якому завдячують своїм походженням також назви народу саами й однієї з провінцій Фінляндії — Гяме.

## Символи
- Державний прапор затверджено 1 травня 1918 року. Його прообразом стали прапори фінських яхт-клубів, що з'явилися в часи входження країни в склад Російської імперії.
- Державним гербом Фінляндії є коронований лев, що підносить над головою меч і топче криву шаблю.
- Національним гімном Фінляндії є музика Ф. Паціуса, на яку початково покладено шведський текст Йогана Рунеберга, який 1889 року переклав фінською Пааво Каяндер[fi].

## Фізико-географічна характеристика

Фізична мапа Фінляндії

### Географічне розташування
Фінляндія розташована в Північній Європі. Територія країни витягнута в напрямку з півночі на південь. Протяжність Фінляндії з півночі на південь — 1030 км, з заходу на схід — 515 км.
Межує зі Швецією (спільний кордон — 586 км), з Норвегією (729 км) і з Російською Федерацією (1313 км). Загальна довжина сухопутного кордону — 2628 км. Берегова лінія — 1126 км.
Чверть території Фінляднії розташована за полярним колом — улітку тут сонце не заходить за обрій упродовж від 1 доби (на широті полярного кола) до 73 діб (у найпівнічнішій точці країни), (полярний день), а взимку протягом максимум 51 доби не з'являється над обрієм (полярна ніч). Для решти території влітку характерні білі ночі.

### Рельєф
На території Фінляндії переважають горбисто-моренні рівнини з виходами скельних порід, озерними улоговинами й піднятими грядами. На крайньому північному заході країни розташований східний край Скандинавських гір висотою до 1365 м (г. Галтіатунтурі). Південне й південно-західне узбережжя досить сильно порізане; Аландський архіпелаг простягається майже до берегів Швеції.
Більша частина території країни рівнинна з невисокими пагорбами.
У Фінляндії налічується 187 888 озер і 179 584 острови. Близько 60 тис. озер займають 8 % території країни, утворюючи великі водні системи (Саймаа та інші). Річки короткі, багатоводні і порожисті. Ця країна також багата водними ресурсами й перебуває серед рекордсменів за кількістю прісної води, що припадає на кожного жителя.
Найбільше озеро Фінляндії ― озеро Саймаа. Займаючи площу 4400 км², воно є четвертим за величиною природним природним озером Європи.
Найглибше озеро Фінляндії, Пяйянне, має глибину 95,3 м. Озеро простягається на 120 км від міста Лахті до Ювяскюля.

### Клімат

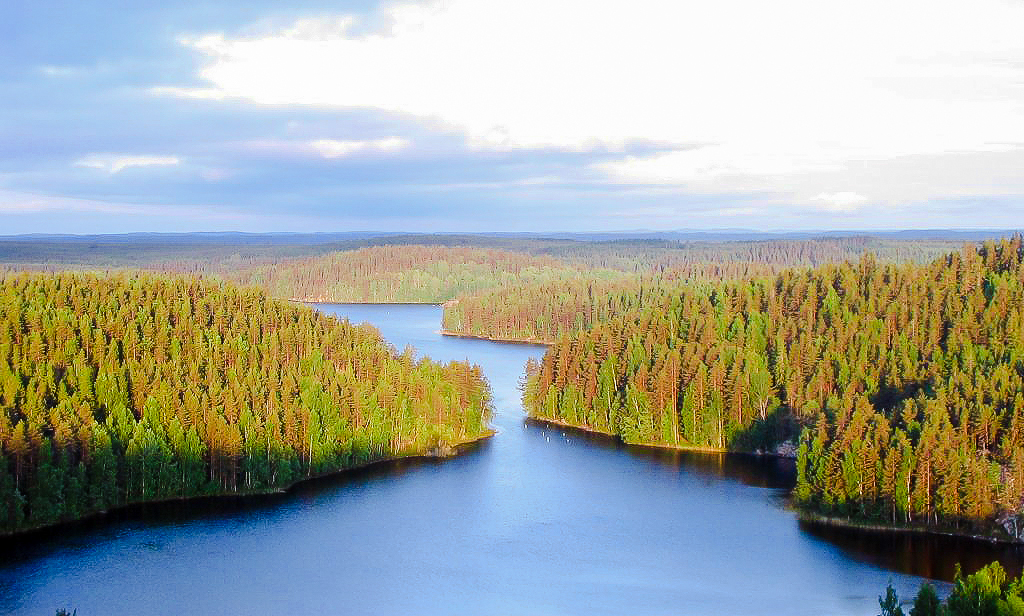
Національний парк Реповесі в південно-східній Фінляндії.

Основним чинником, що впливає на клімат Фінляндії, є географічне положення країни між 60-ю і 70-ю північними паралелями в прибережній зоні Євразійського континенту. Згідно з класифікацією Кеппена, Фінляндія розташована в зоні з бореальним типом клімату. Клімат країни помірний, перехідний від морського до континентального (на півночі); пом'якшуючий вплив на нього справляють Балтійське море і близькість теплої течії Гольфстрим в Атлантичному океані.
Зими у Фінляндії тривалі, морозні, з сильними вітрами й великою кількістю снігу; звичайно тривають близько 100 днів. Середні температури лютого складають від −3 °С на південному заході до −14 °С на півночі. У північній частині країни, зокрема, в Лапландії, зими особливо довгі й холодні. Найнижчі температури сягають −45 °C. Літо відносно тепле, але коротке, середні температури липня від +17 на півдні до +14 на півночі. У найтепліші дні липня температури можуть сягати понад 35 °C. Кількість опадів — від 700 мм на півдні до 400 мм на півночі. У прибережних районах часті тумани (від 35 до 85 днів на рік).
Щороку у фінських лісах дозрівають мільйони кілограмів диких ягід.

## Історія
Деякі важливі події історії Фінляндії:
- 1155 — перші місіонери прибувають до Фінляндії зі Швеції. Фінляндія стає частиною Шведського королівства.
- 1809 — Фінляндія відходить від Швеції до Росії і стає автономним Великим Князівством під владою російського царя.
- Грудень 1917 — проголошення незалежності Фінляндії.
- 6 грудня 1917 — Фінляндія проголошує незалежність від Росії.
- 1919 — після затвердження нинішньої конституції Фінляндія стає республікою з президентом на чолі держави.
- 1939—1940 — Радянсько-фінська (або Зимо́ва) війна (1939—1940).
- 1941–1944  — Радянсько-фінська війна (Війна-продовження, або Каре́льська кампа́нія) (1941—1944).
- 1955 — Фінляндія стає членом ООН.
- 1995 — Фінляндія вступає до ЄС.
- 2022 — Фінляндія подала заявку на вступ до НАТО.
- 4 квітня 2023 — Фінляндія стає членом НАТО.

Голова держави — президент республіки, який обирається на шість років прямим загальним голосуванням.
Порккала — півострів, який передано під юрисдикцію Радянського Союзу після Другої Світової війни, північніше від якого проходив коридор залізниці між Гельсінкі й Турку. При проходженні потяга через цей коридор пасажирам закривали віконні штори, щоб вони не дивилися на територію Фінляндської республіки, підконтрольну Радянському Союзу.

## Населення

Карта щільності населення Фінляндії.

Чисельність населення станом на кінець 2014 року становила 5 471 753 людей, більшість із яких живе в південних регіонах країни.
У столиці (Гельсінкі) — близько 621 тис. мешканців.
За даними дослідження, проведеного в 2013 році університетом Оулу та Центром навколишнього середовища Фінляндії, 70 % фінів проживає в містах або муніципалітетах, які їх оточують (це лише 5 % території країни).
Великі міста: Еспоо (Есбо) (225 тис. мешканців), Тампере (Таммерфорс) (200 тис.), Вантаа (Ванда) (186 тис.), Турку (Обу) (176,6 тис.), Оулу (Улеборг) (130 тис.).

### Етнічний склад
Фіни — 93,4 %, Шведи — 5,7 %, Росіяни — 0,4 %, Естонці — 0,2 %, Цигани — 0,2 %, Саами (в Лапландії) — 0,1 %.
Кількість фінських саамів становить 6 500 осіб.

### Мови
Національними мовами Фінляндії є фінська мова та шведська мова. Більшість населення Фінляндії (92 %) в повсякденному спілкуванні використовують фінську мову. На південному заході країни порівняно більше поширена шведська мова (5,6 %), яка, втім, суттєво відрізняється від шведської мови у Швеції. Іншими мовами розмовляють 2,4 % населення (саамі- та російськомовна меншості) (2003). Саамська мова (південносаамська, інарі-саамська або колтта-саамська) є рідною приблизно для 1700 осіб саамів.
Під час дослідження, проведеного Євробарометром мов ЄС 2005 року, 60 % дорослого населення країни вказали знання англійської, 38 % — шведської мови (41 % в 2008) і 17 % — знання німецької. За кількістю людей, які розмовляють англійською, Фінляндія посідає п'яте місце після Мальти (89 %), Нідерландів (86 %), Швеції (85 %) і Данії (83 %).

### Релігія

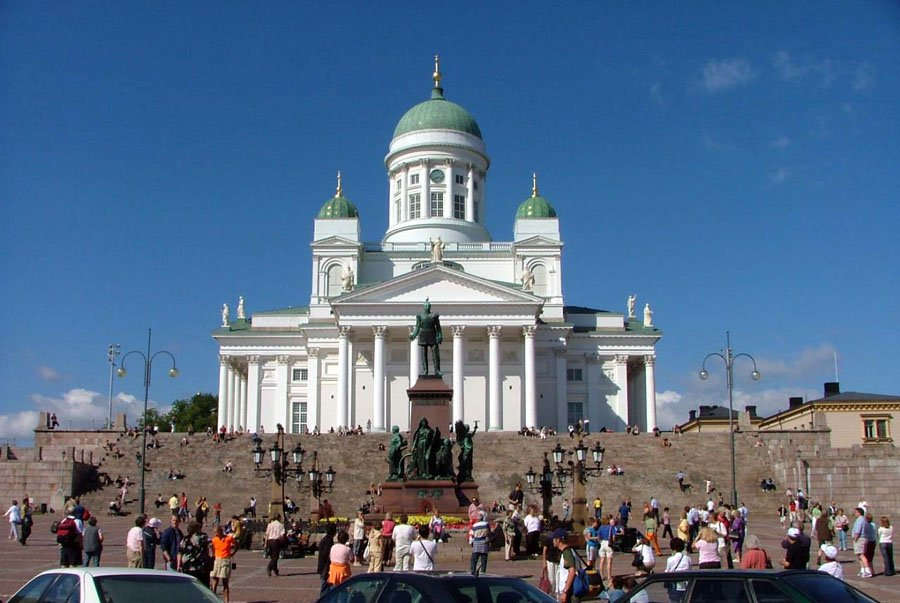
Кафедральний собор лютеранської церкви в Гельсінкі.

З 1923 року фінська конституція гарантує свободу віросповідання. Фінська євангельсько-лютеранська церква та Фінляндська православна церква мають статус національних церков. Вони мають особливі привілеї, вірні цих церков платять податки в розмірі 1 % або 2 % від доходів, з цих коштів церкви фінансують добродійну діяльність. 75 % фінів є вірними однієї з церков.73,9 % належить до євангельської лютеранської церкви, 1,1 % — до православної церкви. 50 тисяч фінів — п'ятидесятники; 19 тисяч — свідки Єгови; католиків 8—10 тисяч, переважно із числа вихідців з інших країн; 3 тис. мормонів, 1,5 тисячі — юдеї. Тільки 2 % лютеран ходять до церкви щотиждень і 10 % щомісяця.

## Політика
Форма державного правління — республіка. Глава держави — Президент, який обирається шляхом прямих і таємних виборів усіма громадянами країни, які мають право голосу, строком на 6 років. Законодавча влада здійснюється однопалатним парламентом, що складається з 200 депутатів, які обираються прямим і таємним голосуванням за системою пропорційного представництва строком на 4 роки. Виконавча влада здійснюється президентом і урядом. Член ООН з 1955 року, у 1995 приєдналася до ЄС.
Нинішнім президентом країни є Александр Стубб, який зайняв цю посаду 1 березня 2024 року.
Посаду прем'єр-міністра з 20 червня 2023 обіймає Петтері Орпо — член Національної коаліційної партії.
Членство у міжнародних організаціях — ООН, СОТ, МБРР, ОБСЄ, МВФ, МФЧХіЧП, РЄ, ЄКА, ЄМС, ЄС, НАТО.

## Економіка

Зростання реального ВВП, 2002—2012.

Фінляндія — високорозвинена індустріально-аграрна країна. Провідні галузі промисловості металургійна, машинобудівна (суднобудівна, електронне обладнання та ін.), целюлозно-паперова, деревообробна, чорна та кольорова металургія, хімічна, текстильна, швейна, харчова. Основні природні багатства країни — ліс (бл. 65 % всієї тер.) і руди металів (мідні, цинкові, нікелеві та ін.). Розвинені всі види сучасного транспорту. Порти: Гельсінкі, Турку, Коккола, Котка, Ловііса, Оулу, Порі, Раума, Уусікаупункі, Варкаус, Порвоо. Поромне сполучення з Швецією, Естонією, Польщею, Німеччиною. Високорозвинений мобільний зв'язок. У Фінляндії добре розвинений Інтернет.
За даними [Index of Economic Freedom, The Heritage Foundation, U.S.A., 2001]: ВВП — $ 144,6 млрд. Темп зростання ВВП — 4,7 %. ВВП на особу — $ 28 075. Прямі іноземні інвестиції — $ 8,2 млрд. Імпорт — $ 37,5 млрд (г.ч. Німеччина — 15,2 %; Швеція — 11,7 %; США — 8,2 %; Велика Британія — 7,3 %; Росія — 6,6 %; Японія — 5,7 %). Експорт — $ 48,4 млрд (г.ч. Німеччина — 11,8 %; Швеція — 9,4 %; Велика Британія — 9,2 %; США — 7,3 %; Росія — 6 %; Франція — 5,1 %).
Економіка Фінляндії базується на приватному підприємництві, але уряд контролює низку галузей економіки і навіть монопольно володіє деякими з них. Після Другої світової війни Фінляндія була переважно аграрно-індустріальною країною, в якій були розвинуті лісівництво та гірнича промисловість. Упродовж перших післявоєнних десятиліть економіка була переорієнтована зі сфери виробництва на сферу послуг. Країна стала своєрідним торговельним мостом між країнами Західної Європи і СРСР. На початку 1990-х років економіка Фінляндії пережила сильну кризу, спричинену розпадом Радянського Союзу і втратою великого замовника. А з середини 1990-х років почався плавний економічний підйом: Фінляндія стала працювати на ринки західних країн.
У період 1980—1989 ВВП у середньому збільшувався на 3,1 % на рік. Потім почалося скорочення: у 1991 ВВП зменшився на 6 %, у 1992 — на 4 %, у 1993 — на 3 %. З 1994 до 1997 реальне зростання ВВП становило 4,5 %, 5,1 %, 3,6 % і 6,0 %, відповідно. У 1998 році ВВП Фінляндії становив 123 502 млн дол. США, а 1999 року — 126 130. На кінець 2001 року реальний ВВП Фінляндії порівняно з роками підйому цього показника істотно скоротився.

## Збройні сили
Сили оборони Фінляндії складаються з кадрових професійних службовців (в основному офіцери і технічний персонал), а також призовників. Чисельність — 34 700 військовиків. Військовий бюджет становить близько 2 млрд євро, що становить 1,4—1,6 % ВВП.
Головнокомандувачем силами оборони Фінляндії є генерал Янне Яаккола (з 1 серпня 2024 року).
У травні 2022 року, на фоні повномасштабного вторгнення РФ до України, Фінляндія подала заявку на вступ до НАТО.

## Адміністративний устрій
У 2010 році у Фінляндії було створено шість Регіональних державних адміністративних відомств, кожне з яких відповідає за певний великий регіон — «ляні» (lääni — губернія, край), один із них — Аландські острови, має автономний статус.
Великі регіони складаються з однієї чи кількох менших областей (фін. maakunta, швед. landskap), яких загалом налічується тепер 19. Області поділяються на 72 райони (фін. seutukunta, швед. ekonomisk region), а райони — на 342 громади (фін. kunta, швед. kommun).
| Герб                 | Українською                | Фінською          | Шведською             | Столиця      |
| -------------------- | -------------------------- | ----------------- | --------------------- | ------------ |
| Lapland              | Лапландія                  | Lappi             | Lappland              | Рованьємі    |
| North Ostrobothnia   | Північна Пог'янмаа         | Pohjois-Pohjanmaa | Norra Österbotten     | Оулу         |
| Kainuu               | Кайнуу                     | Kainuu            | Kajanaland            | Каяані       |
| North Karelia        | Північна Карелія           | Pohjois-Karjala   | Norra Karelen         | Йоенсуу      |
| North Savonia        | Північна Савонія           | Pohjois-Savo      | Norra Savolax         | Куопіо       |
| South Savonia        | Південна Савонія           | Etelä-Savo        | Södra Savolax         | Міккелі      |
| South Ostrobothnia   | Південна Пог'янмаа         | Etelä-Pohjanmaa   | Södra Österbotten     | Сейняйокі    |
| Ostrobothnia         | Пог'янмаа                  | Pohjanmaa         | Österbotten           | Вааса        |
| Pirkanmaa            | Пірканмаа                  | Pirkanmaa         | Birkaland             | Тампере      |
| Satakunta            | Сатакунта                  | Satakunta         | Satakunda             | Порі         |
| Central Ostrobothnia | Центральна Пох'янмаа       | Keski-Pohjanmaa   | Mellersta Österbotten | Коккола      |
| Central Finland      | Центральна Фінляндія       | Keski-Suomi       | Mellersta Finland     | Ювяскюля     |
| Finland Proper       | Південно-західна Фінляндія | Varsinais-Suomi   | Egentliga Finland     | Турку        |
| South Karelia        | Південна Карелія           | Etelä-Karjala     | Södra Karelen         | Лаппеенранта |
| Päijänne Tavastia    | Пяйят-Гяме                 | Päijät-Häme       | Päijänne Tavastland   | Лахті        |
| Tavastia Proper      | Канта-Гяме                 | Kanta-Häme        | Egentliga Tavastland  | Гямеенлінна  |
| Uusimaa              | Уусімаа                    | Uusimaa           | Nyland                | Гельсінкі    |
| Kymenlaakso          | Кюменлааксо                | Kymenlaakso       | Kymmenedalen          | Коувола      |
| Åland                | Аландські острови          | Ahvenanmaa        | Åland                 | Марієхамн    |

## Культура

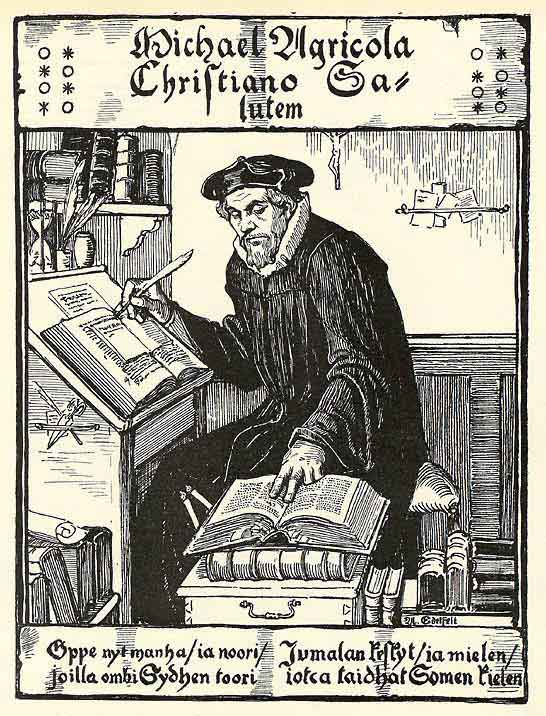
Мікаель Аґрікола, засновник фінської писемності.

Культура Фінляндії увібрала в себе як спадщину тих язичницьких часів, коли шанувалися «духи природи» і «сили землі», так і виниклі пізніше християнські звичаї і свята. Завдяки своєму географічному розташуванню та історичним особливостям, культура Фінляндії піддавалася впливу сусідніх балтійських, германських і слов'янських народів. Великий вплив на неї справило й те, що Фінляндія входила до складу спочатку Швеції, а потім Росії.

### Література

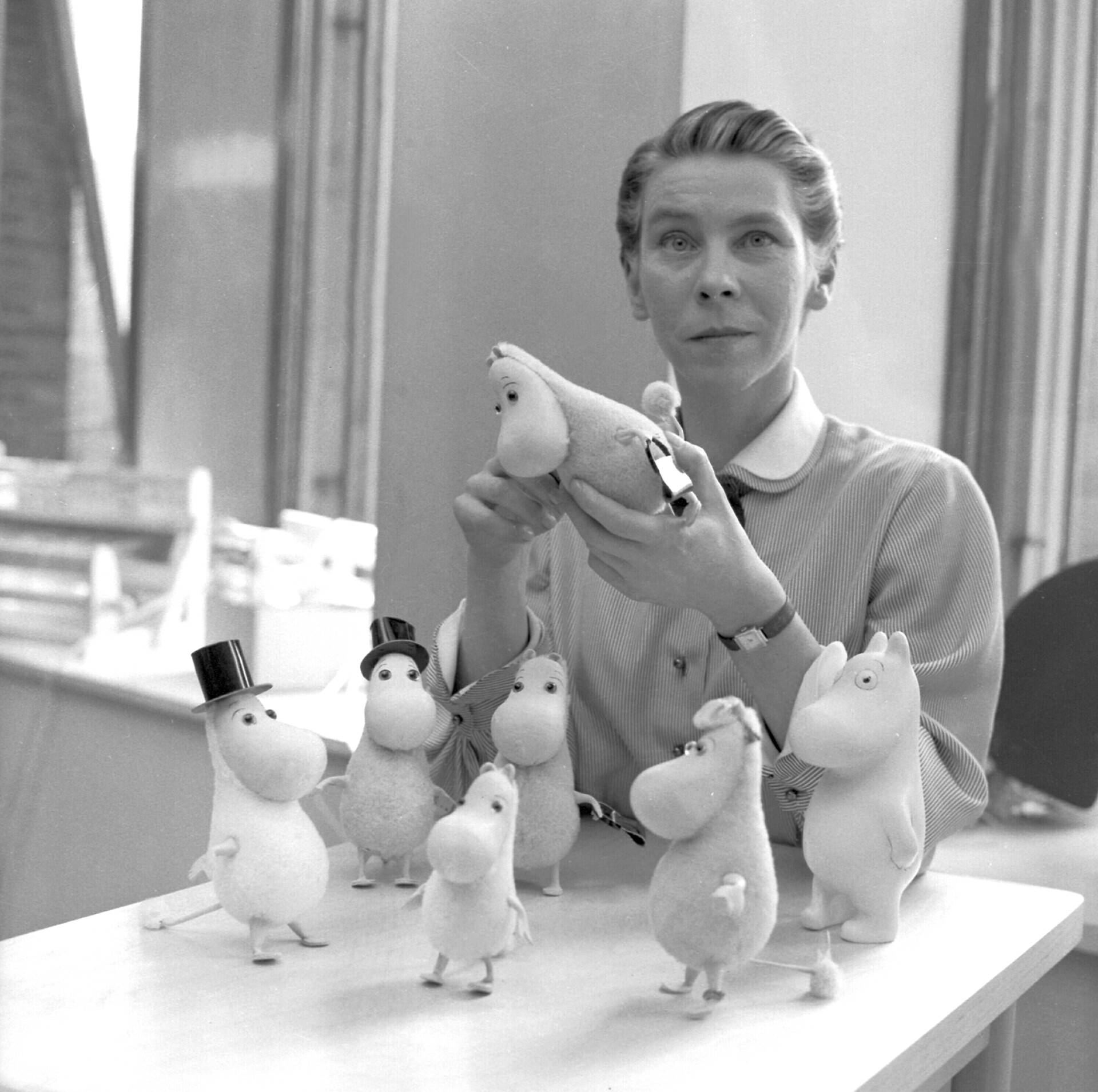
Творець Мумі Туве Янссон.

### Музика

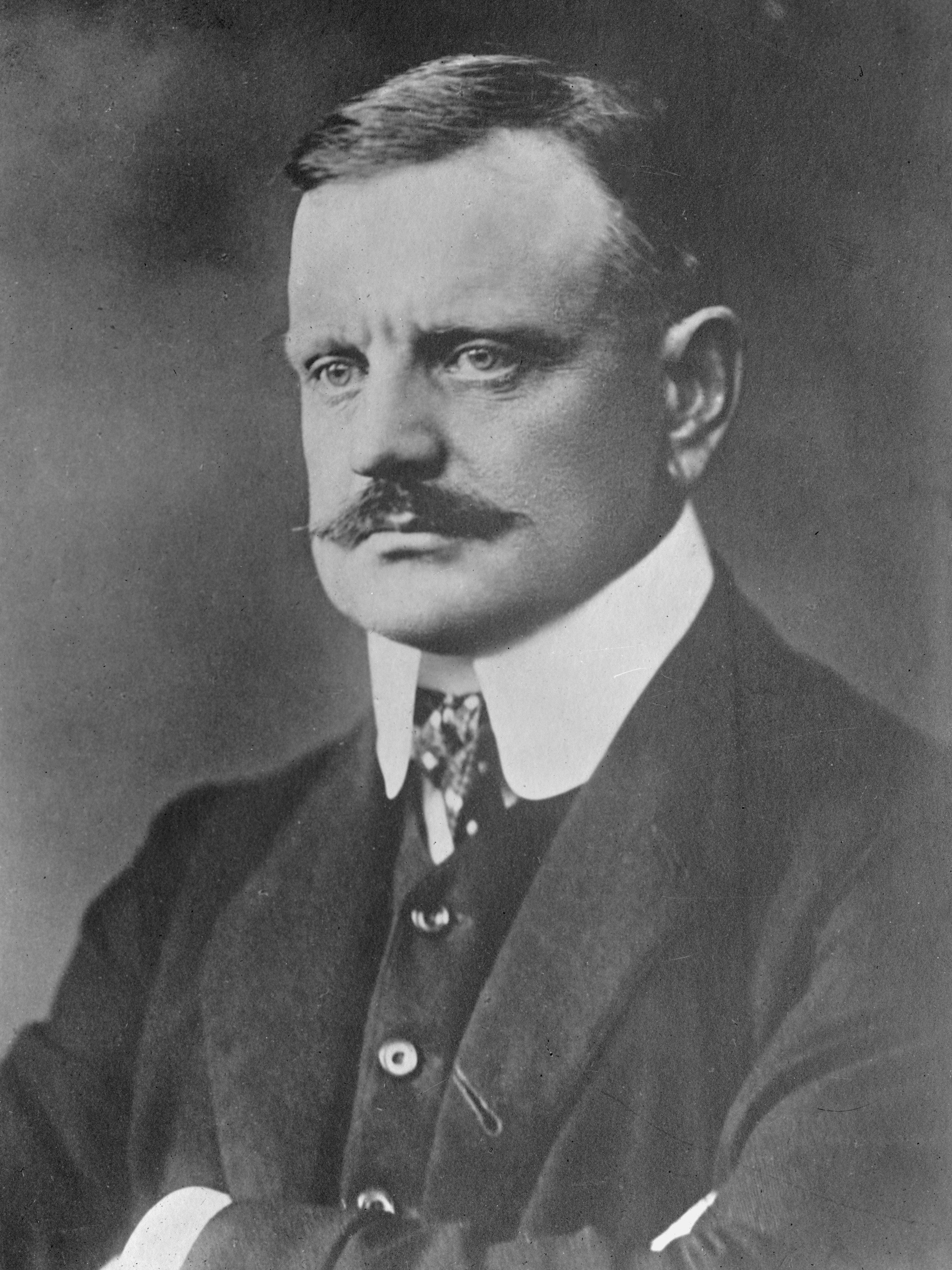
Ян Сібеліус (1865—1957), значна постать в історії класичної музики.

Найдавнішній шар фінської музики представлений пастушими награваннями, епічними піснями «рунами» та обрядовим фольклором. Середньовічна музика Фінляндії перебувала під впливом католицьких піснеспівів. У період підйому національної самосвідомості у XIX столітті у Фінляндії виникає національна композиторська школа, найвизначнішим представником якої став Ян Сібеліус, ім'я якого носить Гельсінська консерваторія та конкурс скрипалів.
Особливий вплив на фінську музику справили традиційні карельські мелодії і лірика, які черпали своє натхнення з епосу «Калевала».
В популярній фінській музиці кінця XX століття важливе місце займають напрямки року та важкої музики, характерною стала перемога гурту Lordi на Євробаченні 2006.

### Кінематограф
Найвідомішими кінорежисерами є Акі Каурісмякі, Моріц Стіллер, Спеде Пасанен та Ренні Гарлін.
У 2014 році короткометражний фільм «Pitääkö mun kaikki hoitaa?» фінського режисера Селми Вілхунен був номінований на премію Оскар.

### Архітектура

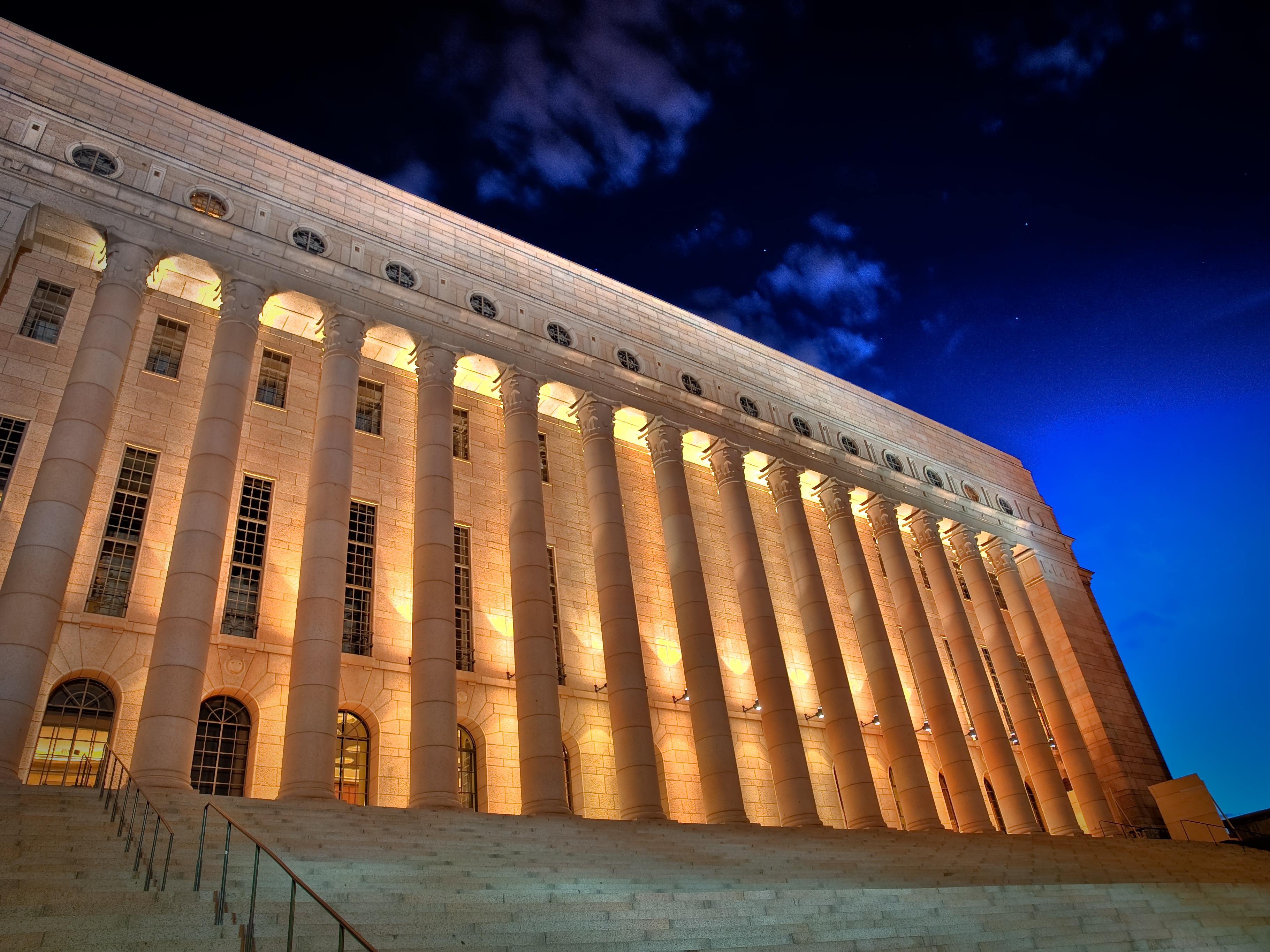
Головний будинок фінського парламенту в Гельсінкі

Зразки фінської народної архітектури представлені ще в давньому епосі «Калевала». Самобутній архітектурний розвиток Фінляндії поновився у ХХ столітті. Це явище пов'язано з іменами Алвара Аалто та Вяйне Аалтонена.

### Образотворче мистецтво
Найдавнішими пам'ятками фінського образотворчого мистецтва є розписи середньовічних кам'яних і дерев'яних церков. Найвідомішімі церковними живописцями того часу були Хенрікус Піктор та Мікаель Топеліус. XVIII століття було ознаменоване появою нового жанру, який згодом став основним для цього періоду, — портретного, майстром якого став Ісаак Ваклін (1720—1758). Становлення жанрового живопису припадає на рубіж XVIII і XIX століть. Найвидатнішим художником того часу став Александер Лауреус (1783—1823).
У 1846 році засновано Товариство художників Фінляндії, що сприяло піднесенню живопису країни на новий рівень. Художники звертаються до національної тематики, зокрема Роберт Вільгельм Екман використовував у своїх творах сюжет із «Калевали». Його послідовниками стали Альберт Едельфельт, Акселі Галлен-Каллела — живописець і графік, Ееро Ярнефельт — портретист і художник побутового жанру, Пекка Галонен — майстер ліричного пейзажу. У XX столітті фінські художники представляли такі напрямки, як символізм (Магнус Енкель та Гуго Сімберг), сюрреалізм, з 1960-х років — неореалізм, з 1970-х — абстрактний живопис, а з 1980-х — постмодерн.

## Свята
Такі свята у Фінляндії є вихідними днями:
- Новий рік — 1 січня
- Богоявлення — 6 січня
- Великдень — змінна дата
- День трудящих — 1 травня
- Вознесіння — 40 день після Великодня, четвер. У 2008 році Хелаторстай припав на 1 травня
- Трійця — 50 день після Великодня, неділя
- День фінського прапора — в суботу між 19 і 25 червня. П'ятниця напередодні свята теж вихідний
- День усіх святих — першу неділю листопада
- День незалежності Фінляндії — 6 грудня
- Різдво — три дні з 24 до 26 грудня.

## Туризм
Туризм стає однією з найважливіших галузей економіки Фінляндії. Простежується щорічне збільшення кількості іноземних туристів. Так, 2015 року Фінляндію відвідало 7,4 мільйона іноземних туристів. Найпопулярнішим містом є столиця Фінляндії Гельсінкі, популярні також інші великі міста: Тампере, Турку, Оулу, Куопіо, Порвоо.
Серед пам'яток природи Фінляндії виділяють гору Аавасакса, розташовану поблизу полярного кола, озеро Саймаа та інші.
У країні, здебільшого в Лапландії, розвинений зимовий туризм — спуски для любителів гірськолижного спорту та сноуборду, походи на снігоходах, їзда на собачих і оленячих упряжках. Один із найбільших лижних курортів країни — гора Рука біля Куусамо, де проводяться міжнародні змагання зі стрибків із трампліна, лижних перегонів, лижного двоборства. Відомі своїми гірськолижними спусками також Салла, Кеміярві, Саарісельк'я (найпівнічніший курорт Лапландії), Леві (один із найбільших гірськолижних курортів Фінляндії, розташований у селі Сіркка (Sirkka) на півночі Лапландії), Хімос (розташований у Центральній Фінляндії), Юлляс (популярний центр катання на гірських і бігових лижах біля сіл Акасломполо (фін. Äkäslompolo) і Юллясярві (фін. Ylläsjärvi) у Лапландії).
У місті Кемі (провінція Лаппі) щозими будують величезний крижаний готель «Сніговий замок» (Lumi Linna).
Відомим у всьому світі є Рованіемі — рідне місто чарівника Йоулупуккі, що є фінською версією Святого Миколая. Традиційно вважається, що різдвяний дарувальник живе в Лапландії, столицею якої є Рованіемі. Рованіємі став міжнародним туристичним центром, розрахованим здебільшого на дітей і їхніх батьків. Резиденція Йоулупуккі — найпопулярніше місце відвідування туристів взимку.
До складу фінляндських курортних центрів входять сучасні готельні комплекси з лікувальними установами, що здійснюють лікувальні спеціалізовані й терапевтичні процедури. Серед готелів-курортів, тропічним теплом і послугами яких можна насолоджуватися цілий рік, найвідомішими є: аквапарк «Серена» (м. Еспоо), два однойменні готелі-курорти «Еден» (м. Нокіа, м. Оулу), готелі-курорти «Лапінніємі» (м. Тампере), «Тропіклан-дія» (м. Вааса), парк «Сані-Фапі» (м. Калайокі), профілакторій «Іматра» (м. Іматра) та ін.
Гельсінкі було засноване в 1550 році за наказом шведського короля Густава як торгове місто, щоб конкурувати з Таллінном у боротьбі за контроль над торгівлею на Балтійському морі; коли Росія відвоювала Фінляндію у Швеції в 1809 році і передала її під владу російського царя як Велике князівство Фінляндське, Гельсінкі став столицею. Майже 25 % площі міста займають парки, а центральний парк проходить через усе місто. Центром архітектури та історії є Сенатська площа з величними будівлями посеред площі, серед яких собор, університет, Державний палац і пам'ятник Олександру II. Влітку в місті проходить багато заходів, і воно наповнене кафе, ресторанами, бутиками та художніми галереями. Уздовж узбережжя розташована найяскравіша і найжвавіша Тргова площа. Тут можна купити все: від фруктів і риби до різноманітних фінських ремесел. Від Ринкової площі починається парк Еспланада з вуличними ліхтарями і безліччю бутиків, який є центром життя Гельсінкі влітку. Екскурсії з центру міста можна продовжити до паркової зони в затоці Тіленлахті. Тут розташовані Палац Фінляндія (концертний і конференц-комплекс) і Фінський національний оперний театр. Є також морські пам'ятки, такі як фортеця на острові Суоменлінна (18 століття) і музей під відкритим небом на острові Сеурасаарі. Морська фортеця Суоменлінна (Свеа Борг), побудована вздовж Гельсінської дороги, є перлиною міста і об'єктом Всесвітньої спадщини ЮНЕСКО. Музей під відкритим небом на зеленому острові Сеурасаарі демонструє традиційну фінську дерев'яну архітектуру. Влітку тут проводяться народні фестивалі та традиційні святкування біля багаття. Серед інших визначних пам'яток — Музей Гельсінкі, Музей Маннергейма (будинок відомого фінського маршала Г. Маннергейма), Військовий музей (колекція зброї, обмундирування та предметів мистецтва), Національний музей Фінляндії, Морський музей Фінляндії, Поштовий музей (з великою колекцією марок і мультимедійними демонстраціями). (з великою колекцією марок і мультимедійними демонстраціями), Музей природознавства, виставковий центр і спортивні споруди.
Турку — одне з найстаріших міст і колишня столиця; перший університет країни був заснований у 1640 році. Сьогодні в місті є два університети — фінський і шведський. Головні визначні пам'ятки — фортеця (найстаріша частина була побудована в 13 столітті) і знаменитий кафедральний собор, в хорах якого знаходиться музей з унікальною колекцією різьблення по дереву, церковних інструментів і текстилю. Турку — один з найважливіших портів країни, з якого пором Silja Line перевозить пасажирів до узбережжя в Стокгольмі. Ще одне старовинне місто, Порвоо, розташоване за 50 км від Гельсінкі, а центр міста зберігся без значних змін з 17-18 століть. У 1809 році в соборі Порвоо фіни склали присягу на вірність Олександру I.

### Активний туризм
Фінляндія — найпопулярніший напрямок для любителів класичних лиж. На початку листопада на півночі Фінляндії випадає перший сніг і починається гірськолижний сезон. На гірськолижному курорті Леві (Кіттіла) в Західній Лапландії ви можете зупинитися в готелях або комфортабельних котеджах і будиночках. Всі вони знаходяться в декількох хвилинах ходьби від підйомників. У центрі міста є сувенірний магазин, численні ресторани, спа-центр, басейн, супермаркет, спортивний магазин, перукарня, дитячий центр Ba8teptaa з цікавою програмою, що включає пошуки скарбів, снігові змагання та смаження млинців на багатті. Серед нових об'єктів курорту — шестимісний крісельний підйомник і восьмимісна гондола, лижний сервісний центр, конгрес-центр і нова сімейна екскурсія «У пошуках Снігової королеви».
Тут 44 схили (9 синіх, 22 червоних, 3 чорних і 10 дитячих), найдовший — 2,5 км також є 27 підйомників;
Гірськолижний курорт Вуокатті в центральній Фінляндії має унікальний тунель довжиною 1,5 км, який підтримує постійну температуру 5 °C і дозволяє лижникам тренуватися цілий рік. 120 км лижних трас, 12 км з яких освітлені, а 13 лижних трас, шість з яких освітлені, з перепадом висот 170 м і найдовшим схилом 1 100 м. Гірськолижні схили мають вісім підйомників, і ними користуються 104 000 осіб на рік. У Фінляндії понад 120 гірськолижних курортів з підйомниками, штучним освітленням і спеціальним обладнанням для догляду за схилами. Снігові гармати використовуються для підтримки схилів у хорошому стані до весни, а в деяких випадках і до травня. Найбільші перепади висот на пагорбах Центральної Фінляндії спостерігаються в Хімосі та Ювяскюля (перепад висот до 200 м і довжина схилів близько 1 км). Найдовші схили — на лапландських курортах (максимум 5 км). Найвідоміші з них — Рованіємі, Юлляс Коларі та Леві. Фінські лижні школи також пропонують навчання менш поширеним видам зимового відпочинку, таким як телемарк (стиль катання на лижному спорядженні зі зв'язаними кріпленнями), сноубординг, гірські лижі, фрістайл (лижна акробатика) і льодовий серфінг. Багато видів риби, включаючи оселедець, лосось, судак, сиг, лящ і окунь, спонукали деяких туроператорів розробити і організувати спеціальні рибальські тури. Найвідомішим місцем риболовлі є річка Тено, де протягом сезону на берегах річки з'являється до 50 000 рибалок. Фінські рибалки ставляться до рибалок з розумінням, а ресторани, розташовані біля самої води, пропонують коптити, солити та смажити їхній улов у всілякі способи.

## Зв'язки з Україною
Регулярні контакти України з Фінляндією формуються з IX століття — з утворенням стабільного торгового шляху «Із варяг у греки», який поєднав Київську державу з торговими факторіями вікінгів на території фінських племен. Князь Володимир проводив активну політику у фіно-балтійських країнах, князь Ярослав Мудрий заснував в Естонії фортецю Юр'їв (Тарту), вістря якої було спрямовано на панування водами Фінської затоки.
У XIX столітті Україна і Фінляндія входять до складу Російської імперії, в цей період найтісніші зв'язки з фінами мали українські літератори, військові, що жили в Петербурзі XIX ст. У 1916 році представники українського та фінського національних рухів зустрілися на Третій конференції народів у Лозанні, організованій Союзом народів.
У 1917 році на території Фінляндії почали діяти українські військові комітети, у Гельсінкі проведено низку демонстрацій під синьо-жовтими прапорами, були встановлені дипломатичні зв'язки. У міжвоєнний період еміграція фіно-угорських народів Росії, що осіла в Фінляндії, разом з українцями брала участь у прометейському русі. Під час радянсько-фінської війни українські націоналісти, зокрема Юрій Горліс-Горський, працювали у середовищі військовополонених українців, були сформовані українські підрозділи у складі фінських збройних сил.
У часи М. Хрущова СРСР стимулював українсько-фінські культурні взаємини. Так, 1954 року Фінляндію відвідав український поет Павло Тичина, а 1975-му Володимир Зубицький здобув у Гельсінкі «Кубок світу» на конкурсі баяністів.
30 грудня 1991 року Фінляндія офіційно визнала незалежність України. У сучасній Фінляндії діє Товариство українців Фінляндії. У вищих навчальних закладах Фінляндії сформувалася група вчених-україністів (зокрема, в Йоенсуу).